# Mircea Diaconu
Mircea Diaconu (Vlădești, 24 dicembre 1949 – Bucarest, 14 dicembre 2024) è stato un attore, scrittore e politico rumeno. Debuttò sulle scene teatrali nel 1970 e in quelle cinematografiche nel 1972, divenendo uno dei più conosciuti attori rumeni della sua epoca, in una carriera durata cinquanta anni. Tra il 2004 e il 2011 fu direttore del teatro Nottara di Bucarest.
Nel 1989 partecipò alla rivoluzione rumena e nel 1990 fu tra i membri fondatori di Alleanza Civica. Già membro del Consiglio nazionale degli audiovisivi (1998-2004), nel 2008 entrò nel Partito Nazionale Liberale, per il quale fu senatore tra il 2008 e il 2012 e ministro della cultura per poco più di un mese tra il maggio e il giugno 2012. Nel 2014 riuscì ad ottenere l'elezione al Parlamento europeo candidandosi da indipendente. Nel 2019 arrivò quarto alle elezioni presidenziali.

## Carriera artistica

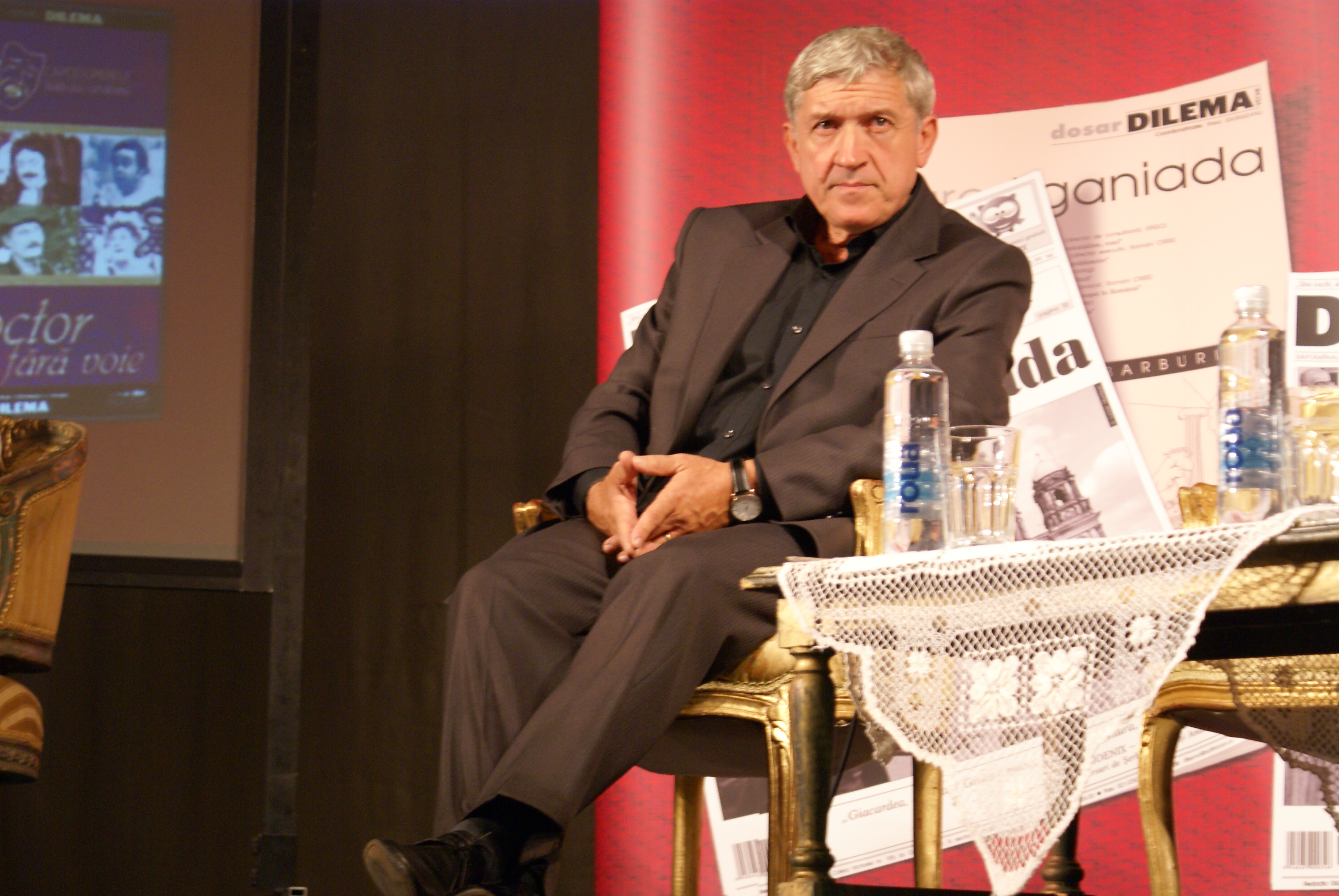
Mircea Diaconu sul palco del teatro Nottara nel 2010.

Mircea Diaconu completò gli studi liceali a Câmpulung nel natio distretto di Argeș nel 1967 e quelli universitari presso l'Università nazionale d'arte teatrale e cinematografica Ion Luca Caragiale di Bucarest nel 1971.
Fece il suo debutto teatrale già nel 1970, sul palco del teatro Bulandra della capitale rumena, con una parte in L'arpa d'erba diretta da Crin Teodorescu. Nel 1972 apparve per la prima volta in una pellicola cinematografica, Nunta de piatră di Dan Pița. Con lo stesso regista lavorò anche sui set di altri film, tra i quali Filip cel bun (1975). Tra gli altri registi con cui collaborò assiduamente negli oltre sessanta film della sua cinquantennale carriera si annoverano Alexandru Tatos (Mere roșii, 1976; Secvențe, 1982; Secretul armei secrete, 1988), Lucian Pintilie (De ce trag clopotele, Mitică?, 1981) Virgil Calotescu (Buletin de București, 1982; Amurgul fântânilor, 1983; Căsătorie cu repetiție, 1985), Nae Caranfil (Asfalt Tango, 1993; Filantropica, 2002) e Cătălin Mitulescu (Cum mi-am petrecut sfârșitul lumii, 2006). Sotto la regia di Pintilie apparve anche in diverse produzioni teatrali, L'ispettore generale (1972) e Come vi piace (1982).
Dopo le esperienze teatrali studentesche allo Studio Casandra (1970-1971), nel 1972 fu voluto personalmente da Liviu Ciulei per la sua compagnia e lavorò per il teatro Bulandra fino al 1982, anno in cui si trasferì al teatro Nottara. Tra le sue numerose apparizioni al Bulandra si ricordano La dodicesima notte (1973) e La tempesta (1978) di Shakespeare e Răceala di Marin Sorescu (1977). Al Nottara fu protagonista in La foresta di Aleksandr Nikolaevič Ostrovskij (1983), Ultimul Bal di Liviu Rebreanu  (1984) e Într-o dimineață di Mihai Ispirescu (1988). Dopo la rivoluzione del 1989 fu il primo attore rumeno a sciogliere il proprio contratto con un ente teatrale e avviare una carriera da libero professionista. Dopo il 1990, quindi, collaborò anche con il Theatrum Mundi, dove recitò in Teatrul descompus de Matei Vișniec (1990), e il Teatro nazionale di Bucarest, con La dodicesima notte di Shakespeare (1991) e Ghetto di Joshua Sobol (1993).
Nel 2004 fu nominato direttore del Nottara, del quale fu a capo fino al 2011.
Diaconu fu anche autore di due romanzi. Il suo libro d'esordio, Șugubina, fu pubblicato nel 1977 e fu premiato dall'Unione degli scrittori della Romania. Nel 1980 fu dato alle stampe La noi când vine iarna, tradotto anche in tedesco e russo e ripubblicato nel 2013. Nel 1985 scrisse una raccolta di saggi intitolata Scaunul de pânză al actorului. Per due anni gestì la rubrica Mă mir del mensile Cinema.
A livello didattico tra il 1977 e il 1978 ricoprì il ruolo di assistente di Olga Tudorache nella classe di recitazione all'Università nazionale d'arte teatrale e cinematografica. Fu nuovamente docente presso la stessa facoltà tra il 1990 e il 1998, insegnando recitazione cinematografica.
Nel 2000 fu decorato dal presidente della Romania Emil Constantinescu con il titolo di ufficiale dell'Ordine nazionale al merito.
Fu membro dell'Unione teatrale romena (UNITER), dell'Unione dei cineasti (UCIN) e dell'Unione degli scrittori della Romania (USR).

## Carriera politica

### Partecipazione alla rivoluzione del 1989

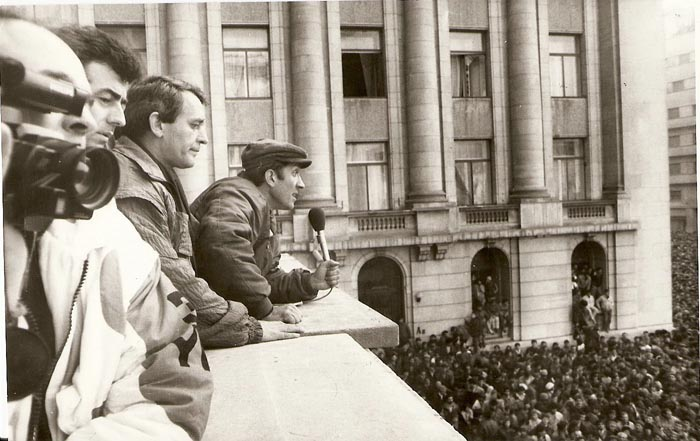
Mircea Diaconu rivolgendosi alla folla in un comizio nei giorni della rivoluzione rumena del 1989.

Nel periodo del regime socialista fu costretto ad iscriversi al Partito Comunista Rumeno già al secondo anno d'università, alla fine degli anni sessanta, per via dei suoi buoni voti. Nel 1989, però, sostenne attivamente la causa della rivoluzione contro la dittatura di Ceaușescu e fu tra le personalità che rivolsero alla popolazione proclami in favore della democrazia dai balconi del Palazzo reale di Bucarest, che era stato occupato dai rivoltosi. Nei suoi discorsi Diaconu fece costanti appelli alla calma.
Supportò pubblicamente la transizione alla democrazia, divenendo nel novembre 1990 insieme ad un cospicuo numero di intellettuali uno dei membri fondatori di Alleanza Civica (AC), importante organizzazione non governativa militante per il consolidamento della società civile e dello stato di diritto in Romania. Nel corso della prima conferenza nazionale di AC, svoltasi tra il 13 e il 15 dicembre 1990, venne indicato come membro del comitato di coordinamento, l'organo esecutivo dell'associazione. Nel luglio dell'anno successivo il congresso di Alleanza Civica lo nominò vicepresidente, al fianco di Emil Constantinescu e Petre Mihai Băcanu, sotto la presidenza di Ana Blandiana.
Nel 1998 fu sostenuto dal Partito Democratico per un posto nel Consiglio nazionale degli audiovisivi (Consiliul Național al Audiovizualului, CNA), organo subordinato al Parlamento incaricato di garantire il pubblico interesse in radio e televisione. Vi rimase per sei anni, fino al 2004, momento in cui fu indicato come direttore del teatro Nottara di Bucarest, le cui scene aveva calcato come attore tra il 1982 e il 1990. Lasciò la direzione dell'ente nel dicembre 2011, in seguito all'evolversi di un'inchiesta per incompatibilità che lo riguardava.

### Senatore e ministro del PNL

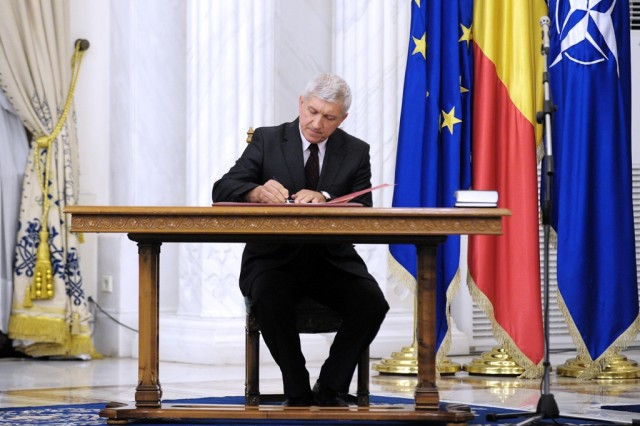
Mircea Diaconu nel 2012 all'insediamento come ministro della cultura.

Si legò ufficialmente ad un partito solamente nel 2008, iscrivendosi al Partito Nazionale Liberale (PNL) e annunciando la sua imminente candidatura alle elezioni per il rinnovo del Parlamento della Romania. Si presentò nel distretto di Argeș, motivando la scelta con il fatto di essere nato nel villaggio di Vladești, che era ubicato nella regione. Arrivato terzo nel suo collegio, fu eletto senatore. Nel corso della legislatura fu membro della commissione cultura, arte e mezzi di informazione (2008-2012) e di quella per le pari opportunità (fino ad aprile 2011) del Senato. Prese parte anche alla commissione comune con la Camera dei deputati per le relazioni con l'UNESCO.
Su proposta del leader del PNL Crin Antonescu, nel corso del congresso del 5-6 marzo 2010 divenne uno dei nuovi quindici vicepresidenti nominati dai delegati del partito.
All'inizio del 2011 fu al centro di una nota dell'Agenzia nazionale per l'integrità (ANI), che ne chiedeva la dimissioni da senatore poiché dal 2008 aveva rivestito contemporaneamente il ruolo di parlamentare e quello di direttore del teatro Nottara, violando le norme riguardanti la compatibilità delle funzioni. Provando a contenere le conseguenze della vicenda Diaconu si dimise da direttore dell'ente teatrale nel dicembre 2011, mentre a livello giuridico la questione passò all'esame dell'Alta corte di cassazione e giustizia.
Nel maggio 2012 fu nominato ministro della cultura del neonato governo Ponta I, esecutivo di coalizione tra il PSD e il PNL. Ad appena un mese dall'assunzione dell'incarico, però, il 19 giugno 2012 l'Alta corte emanò il verdetto finale sullo stato di incompatibilità di Diaconu, respingendone il ricorso e decretandone l'interdizione dalle funzioni elettive per tre anni. Il premier Victor Ponta accettò il provvedimento, mentre Diaconu si dimise dal ruolo di ministro e il PNL indicò come suo successore Puiu Hașotti. Diaconu mantenne il ruolo di parlamentare grazie ai temporeggiamenti del Senato, che cercò di opporsi alla decisione, malgrado le insistenze dell'ANI. Nel novembre 2012, infine, una sentenza della Corte costituzionale obbligò il Senato a prendere atto del verdetto emesso dall'Alta corte. Il 4 dicembre Diaconu si dimise dal Parlamento.

### Europarlamentare

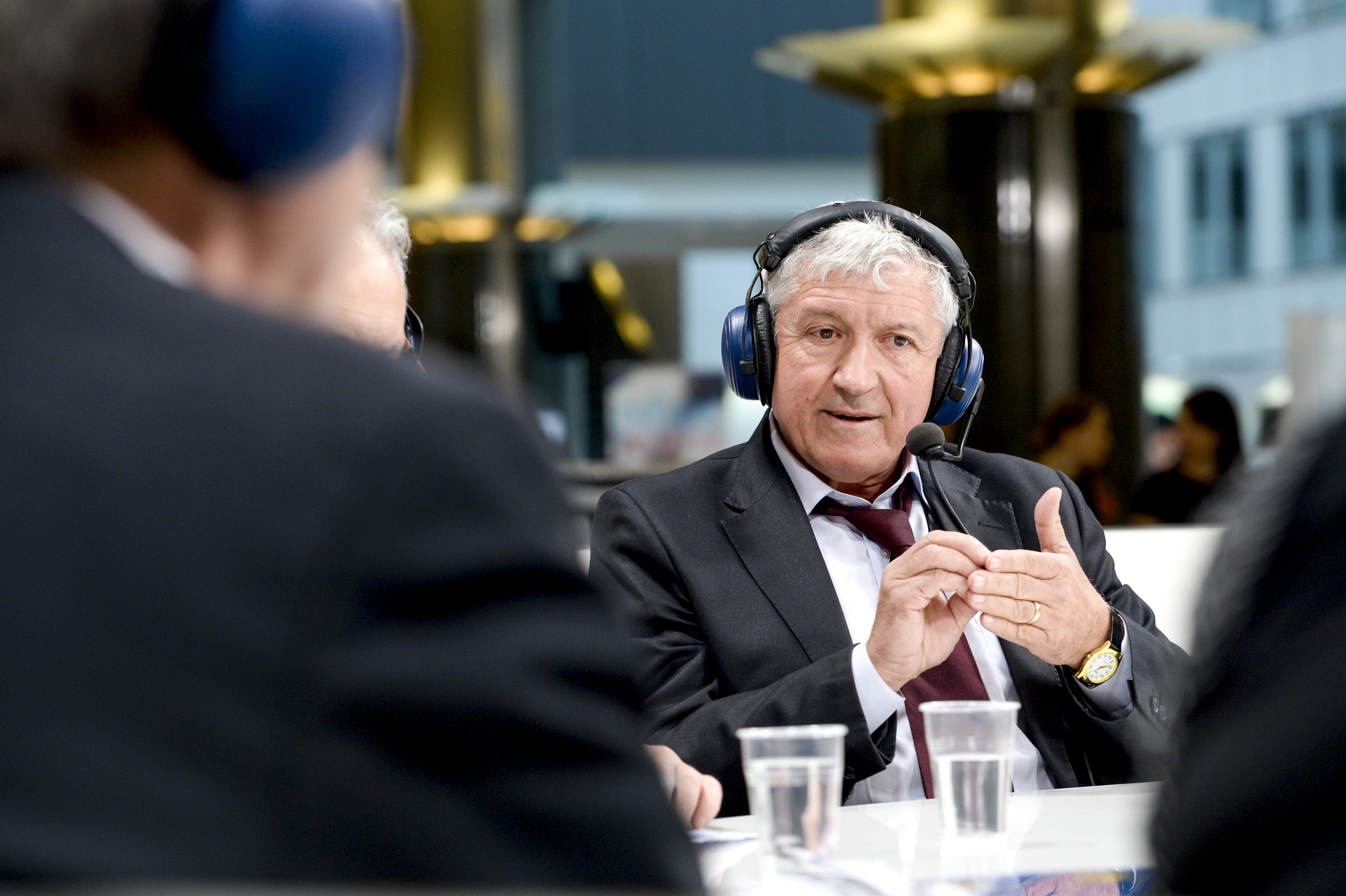
Mircea Diaconu nel 2016, ospite di Euranet per un dibattito sull'abolizione delle tariffe di roaming nell'Unione europea.

Nel 2014 fu inserito dal PNL in una lista preliminare di candidati alle elezioni europee in programma in maggio. Il 18 marzo, però, il presidente Crin Antonescu comunicò che Diaconu non sarebbe stato presentato dal partito a causa dell'interdizione disposta nel 2012. Il giorno successivo Diaconu annunciò il suo addio al PNL e ribadì che si sarebbe candidato in ogni caso in veste di indipendente. Il 26 marzo l'Ufficio elettorale centrale, richiamando una nota informativa dell'Agenzia nazionale per l'integrità, respinse la sua domanda di iscrizione alla tornata elettorale, atto contro il quale fece ricorso. Il 9 aprile la corte d'appello del tribunale di Bucarest ne riconobbe le ragioni, chiamando in causa un'interpretazione giuridica riguardante la legge che disponeva l'interdizione dagli incarichi elettivi. Secondo i giudici la mancanza di precisione dell'art. 25 della Legge 176/2010 vietava a Diaconu di rivestire il ruolo di senatore, ma non altre funzioni, consentendogli di candidarsi alle elezioni europee.
Al voto Diaconu ottenne dei risultati eccezionali, il 6,82%, oltre il doppio della soglia di sbarramento del 3% prevista per i candidati indipendenti, con un numero di preferenze superiore a partiti strutturati come l'UDMR e il PMP. Nel distretto di Costanza conseguì addirittura il 13,29% e in quello di Botoșani il 10,44%. Secondo il giornalista Romulus Georgescu l'exploit di Diaconu fu dovuto all'attenzione mediatica riservata al suo caso e alla sua capacità di costruire l'immagine di una figura indipendente vessata dalle istituzioni che ne volevano impedire la candidatura.
In sede europea aderì al Gruppo dell'Alleanza dei Democratici e dei Liberali per l'Europa e il 7 luglio 2014 fu nominato vicepresidente della Commissione per la cultura e l'istruzione del Parlamento europeo. Nei cinque anni a Bruxelles rivestì anche gli incarichi parlamentari di membro della delegazione per le relazioni con la penisola arabica e di membro sostituto della Commissione per l'occupazione e gli affari sociali e della delegazione alla commissione parlamentare mista UE-Macedonia del Nord.

### Candidatura alla presidenza della repubblica
Conclusosi il mandato europeo, il 25 agosto 2019 esplicitò il proprio interesse a concorrere alle elezioni del novembre 2019 per la posizione di Presidente della Romania, precisando che si presentava per risollevare il paese dalla situazione di miseria in cui era caduto. Nel linguaggio usato in campagna elettorale Diaconu provò a mostrarsi come una persona semplice ed equilibrata, pronta a far valere l'onestà e la coerenza. Pur presentandosi da indipendente, in suo supporto fu costituita una coalizione elettorale, l'Alleanza "Un Uomo", composta dall'Alleanza dei Liberali e dei Democratici di Călin Popescu Tăriceanu e da PRO Romania di Victor Ponta, che scelsero di convergere su un candidato comune esterno a entrambi i partiti.
Al voto del 10 novembre raggiunse l'8,85%, che gli valse il quarto posto, alle spalle dei candidati dei partiti principali PNL, PSD e USR.
Nell'ottobre 2020, pur non presentando la propria candidatura alle elezioni parlamentari del 6 dicembre, espresse pubblicamente il proprio sostegno per il partito dell'Alleanza per l'Unione dei Romeni (AUR) di George Simion e Claudiu Târziu, gruppo che si batteva per l'unificazione tra Romania e Moldavia e la depoliticizzazione della società.

## Aspetti controversi

### Situazione d'incompatibilità
Il 27 gennaio 2011 l'Agenzia nazionale per l'integrità (ANI) comunicò i risultati di un'indagine sulla posizione di Diaconu. Questa riteneva incompatibili le funzioni di parlamentare e di direttore del teatro Nottara, istituzione pubblica in subordine al comune di Bucarest, che Diaconu aveva contemporaneamente rivestito nel periodo tra il 2008 e il 2011. L'attore, quindi, si rivolse alla corte d'appello del tribunale di Bucarest, affermando che il mantenimento dei due incarichi era stato approvato dal Senato al momento dell'insediamento. Il 16 settembre 2011, tuttavia, il tribunale confermò il parere dell'ANI, spingendo Diaconu a contestare la sentenza all'Alta corte di cassazione e giustizia. Il 19 giugno 2012 la corte suprema decretò definitivamente l'esistenza di una situazione di incompatibilità, deliberando la sua sospensione da senatore e l'interdizione dagli incarichi pubblici elettivi per tre anni ai sensi dell'art. 25 della Legge 176/2010. Tale decisione gli costò le dimissioni da ministro della cultura, mentre si era dimesso dalla direzione del Nottara già nel dicembre 2011.
Nonostante i ripetuti solleciti da parte dell'ANI, il Senato ritardò più volte l'applicazione della sentenza. Il 30 ottobre 2012 la camera alta del Parlamento, infatti, con 32 voti contrari, 23 favorevoli e 10 astenuti, respinse la proposta di cessazione del mandato di Diaconu. Su istanza dell'ANI, il 31 ottobre 2012 il Consiglio superiore della magistratura (CSM) si rivolse alla Corte costituzionale della Romania (CCR), reclamando l'esistenza di un conflitto giuridico con il Senato, che rifiutava di mettere in pratica un verdetto emesso da un organo giudiziario. Il 21 novembre 2012 la CCR riconobbe le ragioni del Consiglio superiore della magistratura. Il 4 dicembre 2012, alla fine, Diaconu rassegnò le proprie dimissioni da senatore.

### Processo per conflitto d'interessi
Oltre a determinarne l'incompatibilità da senatore, nel 2011 l'ANI si rivolse alla procura dell'Alta corte di cassazione e giustizia per la verifica della regolarità della promozione della moglie da attrice a regista del teatro Nottara. Secondo l'agenzia, Diana Lupescu, già attrice per l'ente dal 2001, il 13 agosto 2007 era stata ammessa al colloquio con la commissione presieduta dal marito per occupare una posizione di regista artistico del Nottara, pur non possedendone i requisiti. In base al bando era necessaria un'esperienza nel ruolo di regista di almeno un anno, mentre all'epoca la Lupescu era laureata da appena due mesi. Oltre a ciò, Diaconu le riconobbe il massimo dei voti sia per la prova scritta che per quella orale. Il 31 maggio 2012 la procura comunicò a Diaconu l'apertura di un fascicolo penale per diversi reati connessi al conflitto d'interesse, relativi alla negoziazione delle condizioni contrattuali e alla concessione dei diritti d'autore per gli spettacoli allestiti dalla moglie. Fu rinviato a giudizio nel novembre 2012.
Il 19 marzo 2013 l'Alta corte, non più competente poiché si era esaurito il mandato parlamentare di Diaconu, trasferì l'inchiesta alla corte d'appello di Bucarest. Questa si espresse il 13 marzo 2014, scagionando Diaconu. Il 28 novembre 2014 l'Alta corte si espresse in via definitiva, confermando il verdetto emesso in primo grado. Diaconu fu obbligato solamente al pagamento di una multa di 1.000 lei.

## Vita privata
Nel 1980 sposò l'attrice Diana Lupescu, dalla quale ebbe due figli.

## Filmografia

### Attore
- Nunta de piatră, regia di Mircea Veroiu e Dan Pița (1972)
- Metamorfoze, regia di Val Săndulescu (1972)
- Adio, dragă Nela!, regia di Cornel Todea (1972)
- Explozia, regia di Mircea Drăgan (1973)
- Capcana, regia di Manole Marcus (1974)
- Actorul și sălbaticii, regia di Manole Marcus (1975)
- Filip cel Bun, regia di Dan Pița (1975)
- Mere roșii, regia di Alexandru Tatos (1976)
- Dimensione giganti, regia di Mircea Drăgan (1976)
- Împușcături sub clar de lună, regia di Mircea Mureșan (1977)
- Profetul, aurul și ardelenii, regia di Dan Pița (1978)
- Înainte de tăcere, regia di Alexa Visarion (1978)
- Din nou împreună, regia di George Cornea (1978)
- Casa dintre câmpuri, regia di Alexandru Tatos (1979)
- Audiența, regia di George Cornea (1979)
- Bietul Ioanide, regia di Dan Pița (1979)
- Vacanță tragică, regia di Constantin Vaeni (1979)
- Artista, dolarii și ardelenii, regia di Mircea Veroiu (1980)
- Semnul șarpelui, regia di Mircea Veroiu (1981)
- Pruncul, petrolul și ardelenii, regia di Dan Pița (1981)
- De ce trag clopotele, Mitică?, regia di Lucian Pintilie (1981)
- O scrisoare pierdută, regia di Liviu Ciulei (1982)
- Calculatorul mărturisește, regia di George Cornea (1982)
- Secvențe, regia di Alexandru Tatos (1982)
- Așteptând un tren, regia di Mircea Veroiu (1982)
- La fine della notte, regia di Mircea Veroiu (1982)
- Buletin de București, regia di Virgil Calotescu (1983)
- Amurgul fântânilor, regia di Virgil Calotescu (1983)
- Căruța cu mere, regia di George Cornea (1983)
- O lumină la etajul zece, regia di Malvina Urșianu (1984)
- Horea, regia di Mircea Mureșan (1984)
- Siciliana, regia di Olimpia Arghir (1984)
- Cumpărătorul de clopote, regia di Alexandru Tatos e Frieder Schuller (1984)
- Căsătorie cu repetiție, regia di Virgil Calotescu (1985)
- Promisiuni, regia di Elisabeta Bostan (1985)
- Zâmbet de soare, regia di Elisabeta Bostan (1987)
- O vară cu Mara, regia di George Cornea (1988)
- Secretul armei secrete, regia di Alexandru Tatos (1988)
- Întâmplări cu Alexandra, regia di Cornel Diaconu (1989)
- La piccola campionessa, regia di Elisabeta Bostan (1989)
- Telefonul, regia di Elisabeta Bostan (1992)
- Asfalt Tango, regia di Nae Caranfil (1993)
- Găoacea, regia di Emil Loteanu (1993)
- Dănilă Prepeleac, regia di Tudor Tătaru (1996)
- Față în față, regia di Marius Theodor Barna (1999)
- Corul pompierilor, regia di Cristian Mungiu (2000)
- Filantropica, regia di Nae Caranfil (2002)
- Legături bolnăvicioase, regia di Tudor Giurgiu (2006)
- Happy End, regia di Radu Potcoavă (2006)
- Cum mi-am petrecut sfârșitul lumii, regia di Cătălin Mitulescu (2006)
- Ticăloșii, regia di Șerban Marinescu (2007)
- Tache, regia di Igor Cobileanski (2008)
- Dragoste pierdută, regia di Petre Năstase (2008)
- Caravana cinematografică, regia di Titus Muntean (2009)
- Poker, regia di Sergiu Nicolaescu (2010)
- Ultimul corupt din România, regia di Sergiu Nicolaescu (2012)
- Doar cu buletinul la Paris, regia di Șerban Marinescu (2015)

### Doppiatore
- Le nuove avventure di Winnie the Pooh (1991)

## Teatro
- L'arpa d'erba, regia di Crin Teodorescu (1970)
- Chips with Everything, regia di Alexa Visarion (1970)
- Caragiale… dar nu teatru, regia di Sanda Manu (1970)
- Il diavolo bianco, regia di Sanda Manu (1970)
- Alexandru Lăpușneanu, regia di Dan Micu (1970)
- A murit Tarelkin, regia di Cristian Berger (1971)
- Fata Morgana, regia di Mihai Dimiu (1971)
- Il bugiardo, regia di Sanda Manu (1971)
- O scrisoare pierdută, regia di Liviu Ciulei (1972, 1978)
- L'ispettore generale, regia di Lucian Pintilie (1972)
- La dodicesima notte, regia di Liviu Ciulei (1973)
- Între noi doi n-a fost decât tăcere, regia di Petre Popescu (1973)
- Lozul cel mic, regia di Valeriu Moisescu (1974)
- Elisabeta I, regia di Liviu Ciulei (1974)
- Miles gloriosus, regia di Ioan Taub (1976)
- Răceala, regia di Dan Micu (1977)
- Undeva o lumină, regia di Valeriu Moisescu (1977)
- La tempesta, regia di Liviu Ciulei (1978)
- Conu Leonida față cu reacțiunea, regia di Dan Micu (1979)
- Il piacere dell'onestà, regia di Valeriu Moisescu (1980)
- Mormântul călărețului avar, regia di Mircea Marin (1981)
- Barbul Văcărescu, vânzătorul țării, regia diAlexandru Tocilescu (1982)
- Occisio Gregorii, regia diAlexandru Tocilescu (1982)
- Come vi piace, regia di Ban Micu (1982, 1985)
- La foresta, regia di Constantin Marinescu (1983)
- Cumințenia pământului (1984)
- Râs și plâns, regia di Petre Gheorghiu (1986)
- Ultimul bal, regia di Dan Micu (1984, 1986)
- Il borghese gentiluomo, regia di Alexandru Dabija (1986, 1989)
- Într-o dimineață, regia di Dan Micu (1988)
- Teatrul descompus, regia di Cătălina Buzoianu (1990)
- La dodicesima notte, regia di Andrei Șerban (1991)
- Ghetto, regia di Victor Ioan Frunză (1993)
- The Complete Works of William Shakespeare (Abridged), regia di Petre Bokor (2001)
- Il castello, regia di Tino Geirun (2003)
- Variazioni enigmatiche, regia di Claudiu Goga (2003)
- Scandal la Operă!, regia di Petre Bokor (2006)

## Opere
- (RO) Mircea Diaconu, Șugubina, Editura Albatros, 1977.
- (RO) Mircea Diaconu, La noi, când vine iarna, Editura Ion Creangă, 1980. Ripubblicato nel 2013 da Polirom.
- (RO) Mircea Diaconu, Scaunul de pânză al actorului, Editura Meridiane, 1985.